# Likavka
Likavka es un municipio del distrito de Ružomberok en la región de Žilina, Eslovaquia, con una población estimada a final del año 2024 de 2846 habitantes.
Se encuentra ubicado en el centro-sur de la región, cerca del curso alto del río Váh (cuenca hidrográfica del Danubio) y de la frontera con la región de Banská Bystrica.

## Demografía
| Año        | 1994 | 2004    | 2014    | 2024    |
| ---------- | ---- | ------- | ------- | ------- |
| Población  | 2870 | 3012    | 3045    | 2846    |
| Diferencia |      | +4,94 % | +1,09 % | −6,53 % |

| Año        | 2023 | 2024    |
| ---------- | ---- | ------- |
| Población  | 2898 | 2846    |
| Diferencia |      | −1,79 % |